# Borgo Pace

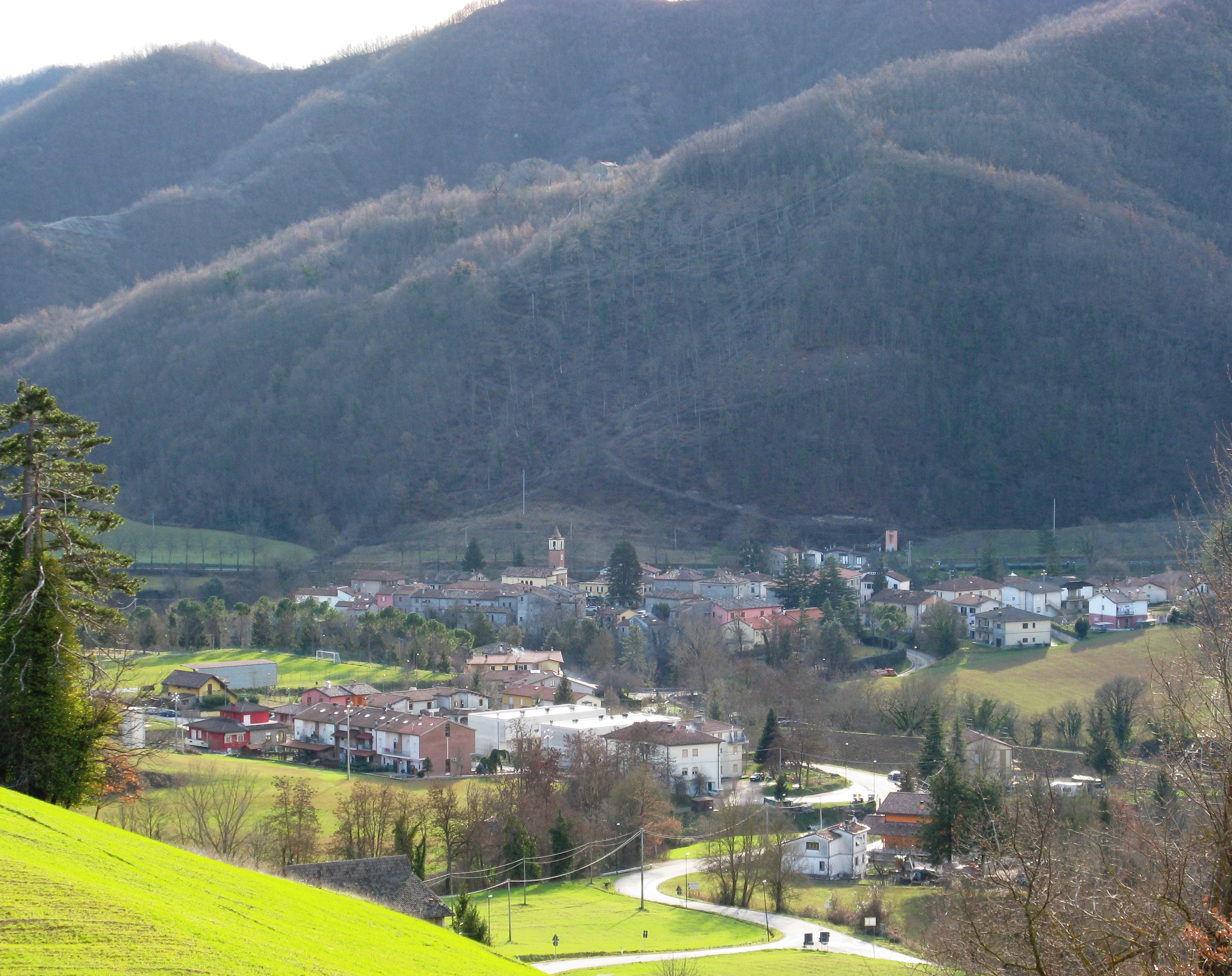
Blick auf Borgo Pace

Borgo Pace ist eine italienische Gemeinde (comune) in der Region Marken (ital. Marche) in der Provinz Pesaro und Urbino und hat 522 Einwohner (Stand 31. Dezember 2023). Die Gemeinde liegt etwa 60,5 Kilometer westsüdwestlich von Pesaro und etwa 30 Kilometer westsüdwestlich von Urbino am Metauro, gehört zur Comunità montana Alto e Medio Metauro und grenzt unmittelbar an die Provinzen Arezzo (Toskana) und Perugia (Umbrien).

## Verkehr
Durch die Gemeinde führt die Strada Statale 73bis di Bocca Trabaria von San Giustino nach Fano.